# Elena Vallortigara
Elena Vallortigara (née le 21 septembre 1991, à Schio) est une athlète italienne, spécialiste du saut en hauteur.

## Biographie
Avec un record personnel de 1,90 m obtenu à Padoue le 12 juin 2010, Elena Vallortigara décroche la médaille de bronze lors des Championnats du monde juniors à Moncton, avec 1,89 m. Le 11 septembre 2010, elle porte son record à 1,91 m à Annecy. Elle avait franchi 1,87 m aux Championnats d'Europe junior de Novi Sad et avait été médaillée de bronze aux Championnats du monde jeunesse à Ostrava le 13 juillet 2007. En tant que capitaine de l'équipe junior italienne féminine, elle a reçu la Coupe de la Méditerranée juniors d'athlétisme 2010, remportée à Radès.
En 2018, le 25 avril, et à 26 ans, Elena Vallortigara bat son record personnel presque 8 ans plus tard, lors d'une compétition à Sienne : elle réalise tout d'abord 1,92 m, puis 1,94 m, ce qui lui donne les minima pour les championnats d'Europe de Berlin (1,90 m). Confirmant à Palmanova avec 1,90 m le 1er mai, elle améliore à nouveau son record lors des championnats régionaux le 5 mai, avec 1,95 m, égalant ainsi la meilleure performance mondiale de l'année détenue jusque-là par Levern Spencer. Lors du Golden Gala du 31 mai, elle termine 3e en 1,94 m et échoue de peu à 1,97 m. Le 6 juin, à Zoetermeer, Vallortigara remporte la compétition de saut en hauteur, en portant son record à 1,96 m. Le 23 juin 2018, elle remporte les Championnats sociétaires à Modène avec 1,94 m. Le 18 juillet, elle remporte le meeting de Liège avec 1,91 m au premier essai.
Le 22 juillet 2018, lors du meeting de Londres, Elena Vallortigara franchit pour la première fois 2,00 m, puis efface également une barre à 2,02 m. En un seul concours, l'Italienne améliore son record personnel de 6 cm. Elle devient ainsi la 62e femme de l'histoire à effacer 2,00 m en plein air, et se positionne comme la seconde meilleure athlète italienne de l'histoire, derrière Antonietta Di Martino (2,03 m) et devant l'ex-recordwoman du monde Sara Simeoni (2,01 m),,.
Le 7 août 2018, en qualifications des championnats d'Europe de Berlin, elle est éliminée à la surprise générale, ne réussissant qu'une barre à 1,86 m.
Le 23 février 2020, elle remporte les championnats d'Italie en salle à Ancône en portant son record personnel à 1,96 m, également minima olympiques.
Elle se classe troisième des championnats du monde 2022 à Eugene avec un saut à 2,00 m, devancée par Eleanor Patterson et Yaroslava Mahuchikh.

## Palmarès

### International
| Date | Compétition                             | Lieu             | Résultat | Marque |
| ---- | --------------------------------------- | ---------------- | -------- | ------ |
| 2007 | Championnats du monde cadets            | Ostrava          | 3e       | 1,81 m |
| 2007 | Festival olympique de la jeunesse euro. | Belgrade         | 1re      | 1,86 m |
| 2009 | Championnats d'Europe juniors           | Novi Sad         | 4e       | 1,87 m |
| 2010 | Championnats du monde juniors           | Moncton          | 3e       | 1,89 m |
| 2018 | Ligue de diamant                        | Ligue de diamant | 5e       | 1,85 m |
| 2019 | Ligue de diamant                        | Ligue de diamant | 12e      | 1,85 m |
| 2022 | Championnats du monde en salle          | Belgrade         | 6e       | 1,92 m |
| 2022 | Championnats du monde                   | Eugene           | 3e       | 2,00 m |
| 2022 | Championnats d'Europe                   | Munich           | 9e       | 1,86 m |

### National
- Championnats d'Italie d'athlétisme:
  - Plein air : vainqueure en 2018, 2e en 2009, 2013 et 2015
  - En salle : vainqueure en 2017 et 2019, 2e en 2010 et 2018, 3e en 2008

## Records
| Épreuve         | Épreuve   | Marque | Lieu    | Date            |
| --------------- | --------- | ------ | ------- | --------------- |
| Saut en hauteur | Plein air | 2,02 m | Londres | 22 juillet 2018 |
| Saut en hauteur | En salle  | 1,96 m | Ancône  | 23 février 2020 |